# Điền Tráng Tráng
Điền Tráng Tráng (giản thể: 田壮壮; phồn thể: 田壯壯; bính âm: Tián Zhuàngzhuàng; tháng 4, 1952) là một nhà làm phim của điện ảnh Trung Quốc. Trong vai trò đạo diễn và nhà sản xuất phim, Điền Tráng Tráng được coi là một trong những đại diện tiêu biểu nhất trong thế hệ thứ năm của điện ảnh Trung Quốc cùng với Trần Khải Ca và Trương Nghệ Mưu, những bạn học cùng khóa 1978 của ông ở Học viện Điện ảnh Bắc Kinh. Các bộ phim của Điền Tráng Tráng được đặc trưng bởi đề tài gai góc, phong cách thực hiện giản dị và ý nghĩa sâu sắc với những tác phẩm tiêu biểu như Kẻ trộm ngựa, Lam phong tranh hay Mùa xuân trong thị trấn nhỏ. Bên cạnh sự nghiệp đạo diễn và sản xuất phim, Điền Tráng Tráng còn là một giáo sư uy tin của Học viện Điện ảnh Bắc Kinh.

## Tiểu sử
Điền Tráng Tráng sinh năm 1952 tại Bắc Kinh trong một gia đình giàu truyền thống điện ảnh, bố mẹ ông đều là diễn viên có tiếng ở Trung Quốc và sau đó trở thành lãnh đạo của Xưởng phim Bắc Kinh và Xưởng phim Thiếu nhi Bắc Kinh. Do bố mẹ quá bận bịu, Điền Tráng Tráng thường sống với ông bà, người bạn thân thuở nhỏ của ông là Trần Khải Ca, bạn học tương lai của Điền ở Học viện Điện ảnh Bắc Kinh. Cuộc sống thanh bình của Điền Tráng Tráng bị đảo lộn bởi cuộc Cách mạng Văn hóa, bố mẹ của ông đều bị đấu tố trong giai đoạn này còn bản thân Điền Tráng Tráng phải về sống ở Cát Lâm vì là con của một gia đình có lý lịch xấu. Năm 1968, Điền Tráng Tráng gia nhập Giải phóng quân Trung Quốc và phục vụ trong vòng 3 năm trước khi giải ngũ. Chính trong thời gian quân ngũ, Điền Tráng Tráng bắt đầu làm quen với nghề chụp ảnh và sau đó là quay phim, sau khi giải ngũ ông xin vào làm tại Xưởng phim Nông nghiệp Bắc Kinh trong vai trò trợ lý quay phim.
Năm 1978 sau 3 năm ở xưởng phim, Điền Tráng Tráng xin học tại Học viện Điện ảnh Bắc Kinh và được chấp thuận, tuy nhiên do đã quá tuổi nên ông buộc phải vào học tại khoa đạo diễn thay vì khoa quay phim theo nguyện vọng ban đầu. Cùng khóa 1978 với Điền Tráng Tráng có rất nhiều nhân vật nổi bật của điện ảnh Trung Quốc sau này như Trần Khải Ca (cùng khoa đạo diễn với Điền), Trương Nghệ Mưu, Cố Trường Vệ (khoa quay phim), Trương Phong Nghị, Trương Thiết Lâm (khoa diễn xuất). Năm 1980 Điền Tráng Tráng đạo diễn bộ phim ngắn đầu tay có tựa đề Ngã môn đích giác lạc (我们的小院), đây có thể coi là tác phẩm điện ảnh đầu tiên của cả thế hệ thứ năm của điện ảnh Trung Quốc, nhiều năm sau khi ra đời, tác phẩm này vẫn là bộ phim được chiếu trong chương trình giảng dạy của Học viện Điện ảnh Bắc Kinh. Với thành công ban đầu cộng thêm kinh nghiệm có sẵn từ thời làm cho xưởng phim, Điền Tráng Tráng trở thành thủ lĩnh của thế hệ sinh viên học viện, ông được bạn bè khâm phục không chỉ bởi tài năng mà còn vì con mắt tinh đời và sự chân thành hết mực với bạn bè mà đặc biệt là nhà quay phim Hầu Vịnh, người đảm nhiệm vai trò quay phim cho rất nhiều phim sau này của Điền.
Sau khi tốt nghiệp học viện năm 1982, Điền Tráng Tráng được phân công về làm việc tại Xưởng phim Bắc Kinh, tuy nhiên trong giai đoạn đầu ông thường làm phim cho các xưởng phim khác như bộ phim thiếu nhi Hồng tượng (红象, 1982). Năm 1984 Điền Tráng Tráng đạo diễn bộ phim điện ảnh thực sự đầu tiên, Cửu nguyệt (九月). Cả Ngã môn đích giác lạc và Cửu nguyệt đều có nội dung không làm hài lòng giới lãnh đạo Trung Quốc, đài truyền hình đã từ chối phát Ngã môn đích giác lạc còn Cửu nguyệt thậm chí bị biên tập lại rất nhiều trái với ý của đạo diễn.. Giữa thập niên 1980, Điền Tráng Tráng cho ra đời liên tiếp hai bộ phim thuộc dòng điện ảnh thể nghiệm, đó là Liệp tràng trác táp (猎场扎撒, 1985) và Kẻ trộm ngựa (盗马贼, 1986). Hai tác phẩm nói về những người dân tộc thiểu số ở Trung Quốc này đã gây tiếng vang lớn ở tầm quốc tế trong đó Martin Scorsese đánh giá Kẻ trộm ngựa là một trong những phim ông yêu thích nhất thập niên 1990 (bộ phim chỉ được phát hành ở Hoa Kỳ vào thập niên này). Tuy được giới điện ảnh quốc tế đánh giá cao về mặt nghệ thuật nhưng cả hai phim đều thất bại về doanh thu, Liệp tràng trác táp thậm chí chỉ bán được có bốn bản in. Không chỉ như vậy, hai tác phẩm này còn bị chỉ trích là xa rời thực tế và chỉ để thỏa mãn khán giả nước ngoài, Điền Tráng Tráng sẵn sàng chấp nhận lời phê bình này vì theo ông các tác phẩm của mình thực sự là để dành cho những người tinh tế thưởng thức.
Sau những tác phẩm thể nghiệm ban đầu bị chỉ trích, Điền Tráng Tráng quay về Xưởng phim Bắc Kinh thực hiện bộ phim đầu tiên tại đây có tựa đề Cổ thư nghệ nhân (鼓书艺人, 1987) dựa theo tiểu thuyết của nhà văn Lão Xá. Đây là một tác phẩm hướng tới số đông khán giả Trung Quốc, một dòng phim được Điền Tráng Tráng theo đuổi trong ba bộ phim tiếp theo là Diêu cổn thanh niên (摇滚青年, 1988), Đặc biệt thủ thuận nhất (特别手术室, 1989) và Đại thái giám Lý Liên Anh (大太监李莲英, 1991). Cả bốn tác phẩm này đều không để lại nhiều ấn tượng với giới điện ảnh, bản thân đạo diễn cũng đánh giá đây chỉ là giai đoạn ông đi làm thuê và đạo diễn những kịch bản được xưởng phim giao phó.
Năm 1993 Điền Tráng Tráng quay trở lại dòng phim nghệ thuật với tác phẩm xuất sắc Lam phong tranh (蓝风筝). Đây là một tác phẩm đề cập tới những khía cạnh nhạy cảm của những sự kiện quan trọng trong lịch sử Trung Quốc hiện đại như phong trào Trăm hoa đua nở, kế hoạch Đại nhảy vọt và nhất là Cách mạng Văn hóa. Bộ phim chỉ trích ngầm Đảng Cộng sản Trung Quốc này thậm chí đã bị Xưởng phim Bắc Kinh từ chối cho ra nước ngoài để thực hiện công đoạn hậu sản xuất buộc Điền Tráng Tráng phải nhờ bạn bè lén mang phim ra nước ngoài để tham gia các liên hoan phim. Lam phong tranh đã được chọn chiếu tại Liên hoan phim Cannes đồng thời giành nhiều giải quốc tế quan trọng như Giải thưởng lớn tại Liên hoan phim quốc tế Tokyo hay Giải phim nước ngoài hay nhất của Giải Tinh thần độc lập. Vì sự kiện này nên Điền Tráng Tráng đã xin thôi việc ở Xưởng phim Bắc Kinh vào tháng 3 năm 1994 Từ năm 1994 tới 1996 Điền Tráng Tráng, vợ ông cùng một số nhà làm phim khác bị chính quyền Trung Quốc liệt vào danh sách cấm làm phim, lệnh cấm này chỉ được gỡ bỏ vào năm 1996
Trong thời gian ngừng làm phim, Điền Tráng Tráng chuyển sang sản xuất phim và giúp đỡ các đạo diễn trẻ khác, ông đã bảo trợ và cố vấn cho nhiều đạo diễn tài năng của thế hệ điện ảnh trẻ Trung Quốc. Phải tới gần 10 năm sau Điền Tráng Tráng mới quay lại đạo diễn bằng tác phẩm Mùa xuân trong thị trấn nhỏ (小城之春, 2002), đây là một bộ phim tình cảm làm lại từ tác phẩm cùng tên do Phí Mục thực hiện năm 1948. Nếu như phiên bản 1948 được coi là một trong những tác phẩm xuất sắc nhất trong lịch sử điện ảnh tiếng Hoa thì phiên bản của Điền Tráng Tráng sau khi ra đời cũng được đánh giá rất cao tuy rằng nội dung của phim nhẹ nhàng chứ không gai góc như các tác phẩm trước đó của đạo diễn.
Năm 2004 Điền Tráng Tráng trở về với đề tài dân tộc thiểu số bằng bộ phim tài liệu Delamu (茶马古道：德拉姆), đây là một tác phẩm nói về cuộc sống của những người dân tộc thiểu số ở Tây TẠng và Vân Nam. Hai năm sau, Điền Tráng Tráng thực hiện bộ phim tiểu sử Ngô Thanh Nguyên (吴清源), phim nói về một đại cao thủ cờ vây người Nhật gốc Hoa với dàn diễn viên chính người Đài Loan là Trương Chấn và Trương Ngải Gia. Năm 2009 Điền Tráng Tráng một lần nữa tới vùng đất xa xôi của Trung Quốc là Khu tự trị Tân Cương để thực hiện bộ phim lịch sử Lang tai ký (狼灾记) với sự góp mặt của ngôi sao Maggie Q người thay thế diễn viên chính ban đầu là Thang Duy bị cấm tham gia điện ảnh sau bộ phim gây tranh cãi Sắc, giới.